# Compsibidion nigroterminatum
Compsibidion nigroterminatum är en skalbaggsart som först beskrevs av Martins 1965.  Compsibidion nigroterminatum ingår i släktet Compsibidion och familjen långhorningar. Inga underarter finns listade i Catalogue of Life.